# Sân Faurot
Sân Faurot (Faurot Field), còn được biết đến với những tên gọi khác như sân vận động Memorial hay The Zou là một sân vận động tại Columbia, Missouri. Sân được dùng nhiều cho bộ môn bóng bầu dục và là sân nhà của đội Missouri Tigers (thuộc Đại học Missouri-Columbia). Tên của sân vận động là Memorial. Vào năm 1972, mặt sân thi đấu được đổi lại thành sân Faurot nhằm tôn vinh vị huấn luyện viên lâu năm Don Faurot. Trong suốt những mùa vắng khách, các khung thành bóng đá được dựng lên tại phía cuối sân và dùng cho những trận đấu nội bộ. Đây còn là nơi tổ chức trận đấu bowling Providence giữa hai trường trung học Hickman và Rock Bridge (đặt tên như vậy vì cả hai trường đều nằm trên đường Providence tại Columbia, và từ Faurot đến hai trường thì gần như bằng nhau.. Trong quá khứ đây còn là nơi tổ chức giải vô địch bóng bầu dục MSHSAA (Missouri States Highschool Activities Association: Hiệp hội các hoạt động trường trung học Missouri), giải giờ đây được tổ chức tại St.Louis.

## Lịch sử
Quỹ tài chính được xây dựng vào năm 1921 cho đài tưởng niệm Union và sân vận động Memorial được xây dựng tại trường. Tên của hai dự án là sự tưởng nhớ đến những cựu sinh viên của Mizzou đã hy sinh cuộc sống của mình trong chiến tranh thế giới thứ I. Lễ khởi công tại khu vực sân vận động tương lai vào tháng 12 năm 1925. Bản dự án nguyên thủy của sân vân vận động chỉ có 25.000 ghế. Sau đó được hứa mở rộng với sức chứa 35.000; 55.000; 75.000 và 98.875. Theo lời truyền lại, một máy nghiền đá và một xe tải đã bị chôn vùi trong vụ nổ đá đầu tiên và chúng vẫn còn bị chôn dưới mặt sân cỏ.
Trận đầu tiên với đại học Tulane vào năm 1926 đã bị hủy bởi một cơn mưa dông quét vào Columbia từ suốt phía tây Missouri. Khi trận đấu đã bán hết vé. Sân không thể đắp cỏ lại được vì quá ướt. Vì vậy, mặt sân làm bằng mùn cưa và vỏ cây đã được thay thế và " đội Tigers và đội Green Wave thi đấu không tỷ số, trận hoà toàn bùn", theo lời phóng viên thể thao Bob Broeg. Cỏ được làm lại cho đến những năm 1980.
Trong những năm gần đây, nhiều chương trình cải tổ lớn đã được lập cho sân Faurot. Mặt sân cũ OmniTurf (là điều xấu hổ đến những fan tigers như là " một vận động tệ hại"vào năm 1990 khi Fifth Down Game được tổ chức) đã được bỏ đi vào năm 1996 và thay bằng cỏ tự nhiên, nhiều kảh năng sẽ thành FieldTurf vào năm 2003. Vào năm 1999 chứng kiến việc lắp đặt bảng điện tử vào phía bắc sân và cung cấp mới trang thiết bị ở phòng chờ. Vào năm 2001, trung tâm báo chí mới bị đập bỏ và thay bằnng toà nhà 1 tầng với các trang thiết bị cho huấn luyện viên và phóng viên, cùng nhiều phòng quản lý, nhiều chỗ tại các câu lạc bộ cao cấp và nhà hàng.Vào năm 2005. tại khu vực phía nam. Bảng điểm phục cũ kỹ được thay thế bằng một bảng mới, một màn hình high-definition thứ hai trong sân.
Nhiều cải tiến nữa trong tương lai được các fan mong đợi bao gồm bảng điểm cuối sân phía bắc và hệ thống âm thanh, và xây lại tại phía nam để hoàn chỉnh sân vận động, thêm vào chỗ ngồi và trnag thiết bị bao gồm phòng tắm và quầy thức ăn cố định. Tuy nhiên cácdự án về sau có thể bị cản trợ vì phía nam rất gần với khu vực bàn nước. Và bất kỳ việc xây dựng nào cũng sẽ phải đối mặt với những khó khăn liên quan đến khu vực này

## Mô tả sân
Sân vận động là một sân hình vàng móng ngựa điển hình với chỗ ngồi được bố trí thêm ở vùng không gian mở cuối sân. Dạng sân vành móng ngựa được hoàn hỉnh với một lối nhỏ bằng cỏ tại đường cong phía cuối, khu vực được dùng để soát vé vào mỗi trận đấu. Khu vực này nổi tiếng vì có một lô đất lớn chữ "M" được làm bằng đá trắng sau phía cuối sân. Nét nổi bật này chống được các phá hoại, như việc các fan liều lĩnh của Nebraska hay Kansas cố gắng biến chữ "M" thành chữ "K" hay "N", nhưng những người bảo vệ và sinh viên đã có lịch sử về việc bảo vệ thứ được xem như thắng cảnh nổi tiếng nhất của sân vận động. Một trong những truyền thống của đội tuyển bóng bầu dục đó là những sinh viên năm cuối, sau trận đấu chung kết trên sân nhà, được pháp lấy một hòn đá từ chữ "M" làm kỷ kỷ niệm. Cũng được xem như một truềyn thống đó là lễ trắng hoá chữ M vào mỗi đầu năm khi ác sinh viên năm nhất nhập học và tham gia đội tuyền.
Có một vùng đệm làm bằng cây bụi được đặt giữa sân cỏ và đường biên toàn bộ chiều dài sân, cũng như đường chạy(từng diễn ra các hoạt động điền kinh, kết thức vào giữa những năm 1990)